# Municipio de Apozol
El municipio de Apozol es uno de los 58 municipios del estado mexicano de Zacatecas. Su cabecera es la localidad de Apozol.

## Geografía
El municipio de Apozol se encuentra al sur del estado de Zacatecas. Tiene una extensión de 292 km², que representa el 0.68 % de la superficie del Estado.
Apozol, cabecera del municipio, se encuentra en la ubicación 21°28′1″N 103°5′20″O / 21.46694, -103.08889, a una altura aproximada de 1300 m s. n. m.
Según la clasificación climática de Köppen, el clima de Apozol corresponde a la categoría Cwa, (subtropical húmedo con estación seca y verano cálido).

### Municipios adyacentes
- Municipio de Jalpa – norte
- Municipio de Nochistlán de Mejía – este
- Municipio de Juchipila – sur
- Municipio de Santa María de la Paz – oeste

## Demografía
La población total del municipio de Apozol es de 6 mil 260 habitantes, lo que representa un decrecimiento promedio de -0.09% anual en el período 2010-2020 sobre la base de los 6314 habitantes registrados en el censo anterior. En 2020 la densidad del municipio era de 21,38 hab/km².
| Gráfica de evolución demográfica de Municipio de Apozol entre 2000 y 2020 |
|                                                                           |
| Fuente: Instituto Nacional de Estadística Geografía e Informática         |

En  2010 estaba clasificado como un municipio de grado muy bajo de vulnerabilidad social, con el 6.52% de su población en estado de pobreza extrema.
La población del municipio está mayoritariamente alfabetizada (8.09% de personas analfabetas al 2010), con un grado de escolarización algo superior a los 6 años. Sólo el 0.10% de la población se reconoce como indígena.
El 96.28% de la población profesa la religión católica. El 2.57% adhiere a las iglesias protestantes, evangélicas y bíblicas.

### Localidades
Según el censo de 2010, la población del municipio se distribuía entre 47 localidades, de las cuales 39 eran pequeños núcleos de carácter rural de menos de 100 habitantes.
Las localidades con mayor número de habitantes y su evolución poblacional son:
| Localidad                   | Población 2010 | Población 2020 |
| Total Municipio             | 6314           | 6260           |
| Apozol (Cabecera municipal) | 2626           | 2608           |
| Benito Juárez (El Rescoldo) | 649            | 726            |
| El Tule                     | 275            | 252            |
| La Tiricia                  | 256            | 293            |
| Los Llamas (San Isidro)     | 806            | 719            |
| San Miguel (Atotonilco)     | 691            | 664            |

## Economía
Según los datos relevados en 2010, 836 personas desarrollaban su actividad en el sector primario (agricultura, ganadería, aprovechamiento forestal, pesca y caza). En segundo lugar, 223 personas trabajaban en la industria de la construcción. Estos sectores concentraban prácticamente la mitad de la población económicamente activa del municipio, que ese año era de 2 mil 191 personas.
Según el número de unidades activas relevadas en 2019, los sectores más dinámicos son el comercio minorista, la prestación de servicios de alojamiento temporal y de preparación de alimentos y bebidas, y en menor medida la elaboración de productos manufacturados.

## Educación y salud
En 2010 el municipio contaba con escuelas preescolares, primarias, secundarias y una escuela de educación media (bachillerato). Contaba con cinco unidades destinadas a la atención de la salud, con un total de 10 personas como personal médico.

El 30.2% de la población, (mil 179 personas), no habían completado la educación básica, carencia social conocida como rezago educativo. El 12.7%, ( 496 personas) carecían de acceso a servicios de salud.

## Atractivos turísticos
Existen varios puntos de interés turístico, entre ellos algunas antiguas construcciones de valor arquitectónico:
- Templo de San Miguel (1530 y 1538)
- Templo de San José (1565)
- Templo de la Purísima Concepción (1761)
- Templo de San Francisco de Asís (1700)
- Templo de Nuestra Señora del Rosario (1926)
- Templo de San Isidro Labrador (1950)
- Edificio de la Presidencia Municipal
- Exhaciendas de la Purísima y San José de la Labor
- Kiosco de la plaza principal
- Balneario Paraíso Caxcán
- Balneario Parque acuático Rincón Verde
- Cerros del Mixton, la Taberna, Apóstol Antigua; Zacamanuel, El Valle Encantado, La Tírica y La Vinata

## Cultura

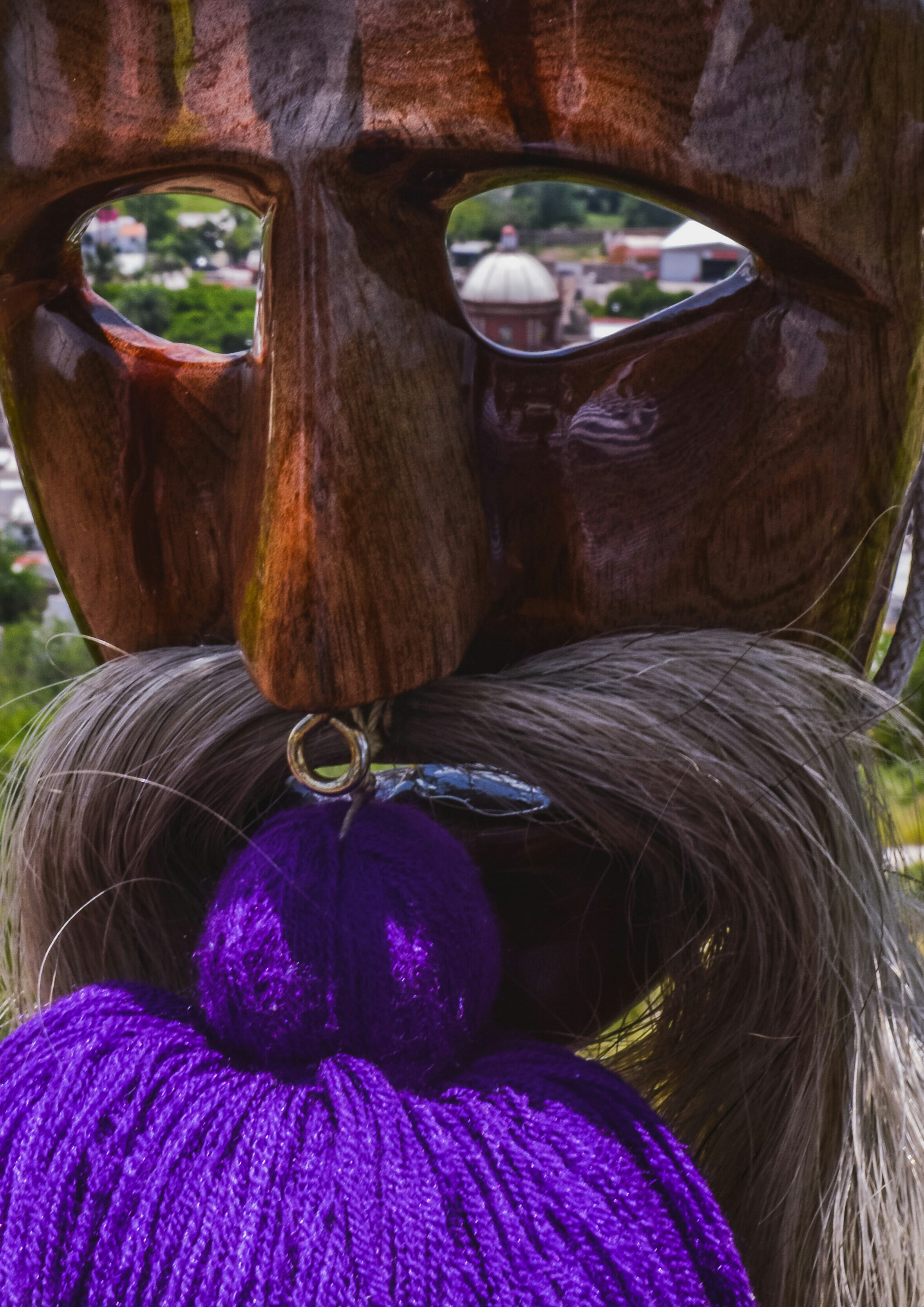
Máscara de la danza de los tastoanes.

La fiesta principal se realiza el jueves de Ascensión, 40 días después del Jueves Santo.
Otra festividad importante es la "Danza de los Tastoanes", que se realiza del 23 de julio hasta el 26 de julio, siendo la celebración principal el día 25 de este mes, en honor a Santiago el Mayor.
La fiesta de los "Pares o nones" se realiza en los días santos.
En la comunidad de Palma Cuata se hace una celebración en la que todas las comunidades cercanas se unen para venerar a la Virgen del Rosario. Ésta se lleva a cabo el 7 de octubre. El 28 de septiembre se inicia el novenario en el que la gente se reúne en la iglesia para rezar el rosario. Durante esos días la gente vende una variedad de comida para recaudar fondos para la comunidad. Siendo que la Virgen es llevada el miércoles un día antes del jueves de Ascensión
al municipio de Apozol; en octubre se hace una peregrinación caminando catorce kilómetros de regreso a la Palma Cuata.

## Gastronomía
En esta región son típicos los alimentos como chorizo zacatecano, pan ranchero, guisados; en Semana Santa son tradicionales las torrejas con miel de maguey, la capirotada, las tortas de camarón, el pipián rojo, los chiles rellenos rojos y verdes, el asado de boda, las enchiladas, el menudo de res y chivo, entre otros.